# Dame una noche
Dame una noche es el título del álbum debut de estudio en solitario grabado por el cantautor y actor mexicano Eduardo Capetillo. Fue lanzado al mercado bajo el sello discográfico BMG U.S. Latin el 19 de noviembre de 1991.

## Lista de canciones
| Dame una noche |                                 |                                                   |          |  |
| N.º            | Título                          | Escritor(es)                                      | Duración |  |
| 1.             | «Más que alcanzar una estrella» | Eduardo Capetillo, Óscar López, Ricardo Arjona    | 4:18     |  |
| 2.             | «Ay, ay, ay»                    | Adrián Possé, R. Hernández                        | 3:35     |  |
| 3.             | «Dame una noche»                | Marco Flores                                      | 4:37     |  |
| 4.             | «Por cobarde»                   | Isabel de Sebastián, Kittle Michelle, Ron Edwards | 4:51     |  |
| 5.             | «Por una noche más»             | Miguel Mateos                                     | 3:22     |  |
| 6.             | «Todavía»                       | Adrián Possé, Carlos Nilson                       | 4:01     |  |
| 7.             | «Indiferente»                   | Isabel de Sebastián                               | 4:58     |  |
| 8.             | «Sueño de amor»                 | Adrián Possé, Carlos Nilson                       | 3:24     |  |
| 9.             | «Me dijeron»                    | Alejandro Lerner                                  | 4:38     |  |
| 10.            | «Abre tus ojos»                 | Daniel Frelberger, María Belaústegui, Óscar López | 4:17     |  |